# حقوق الملكية للمرأة المتزوجة بالسويد
جمعية ملكية المرأة المتزوجة (بالسويدية: Föreningen för gift kvinnas äganderätt) هي منظمة حقوقية سويدية تعمل في السويد بين عامي 1873 و 1896. وكان الغرض منها إدخال قوانين إصلاحية لمساواة المرأة بالرجل. تأسست الرابطة بهدف إصلاح قوانين الزواج المتعلقة بوصاية الرجال على زوجاتهم، وتمكين المرأة المتزوجة من التعامل مع اقتصادها الخاص. وعلى الرغم من الاسم، فقد عملوا أيضًا من أجل الإصلاح القانوني في قضايا أخرى ضمن حقوق المرأة. وتعتبر أول منظمة لحقوق المرأة في السويد.

## التاريخ
شارك في تأسيس الرابطة آنا هيرتا - رتزيوس وإلين أنكارسفارد في عام 1873، في حين كان يرأسها رسميا عضو البرلمان غوستاف فريدولك أملكويست. يُنظر إلى الرابطة على أنها كانت قبل كل شيء جمعية للنساء من الطبقات العليا والمفكرين الليبراليين الذكور. من بين أعضائها كانت أماندا كيرفستيدت وإيلين كي.
عملت الجمعية للتأثير على الرأي العام من أجل إدخال إصلاح قانوني فيما يتعلق بالمساواة بين الجنسين. كان الغرض الأول منه، الذي أعطى الجمعية اسمها، هو إعطاء النساء المتزوجات سيطرة على ممتلكاتهن الخاصة. كان هذا موضوعًا مثيرًا للجدل: كانت النساء المتزوجات قاصرات قانونيًا تحت وصاية أزواجهن ، وبالتالي لم يكن لهن سيطرة على ممتلكاتهن الخاصة ، ما لم يكن هناك اتفاق ما قبل الزواج. ما رغبت الجمعية في تحقيقه كان ، إذن ، إلغاء وصاية الزوج على زوجته. في عام 1874، أدخل الإصلاح القانوني حق المرأة المتزوجة المحترفة في السيطرة على الأموال التي حصلت عليها بعد الزواج. في عام 1884 ، سمح الإصلاح الجديد للنساء المتزوجات بالسيطرة على ميراثهن وممتلكاتهن. في العام نفسه ، أعلن الإصلاح عن النساء غير المتزوجات من الأغلبية القانونية في نفس عمر الرجال: 21. ومع ذلك ، لم تكن هذه الانتصارات مكتملة ، حيث تم الحفاظ على الوصاية على زوجات زوجاتهم.
عملت الجمعية في العديد من القضايا الأخرى المتعلقة بالإصلاح في حقوق المرأة باستثناء قضيتهم الرئيسية. خلال ثمانينيات القرن التاسع عشر ، كانت هناك حملة لزيادة مشاركة الناخبات في الانتخابات: فمنذ عام 1862 ، كان للنساء من الأغلبية القانونية (غير المتزوجات ، المطلقات والأرامل) الحق في المشاركة في الانتخابات البلدية إذا استوفوا مؤهلات الملكية ، و وشجعتهم الجمعية على استخدام هذا الحق: ففي انتخابات عام 1887 ، بلغت نسبة مشاركة الناخبات 10-15 بالمائة.
في عام 1896 ، تم استيعاب الجمعية من قبل Fredrika-Bremer-Förbundet وتم حلها.